# Мальзербия
Мальзербия (лат. Malesherbia) — род растений, в системе классификации APG III включённый в семейство Страстоцветные (Passifloraceae). В более ранних системах классификации выделялся в отдельное семейство Malesherbiaceae D.Don, 1827.

## Название
Иполито Руис Лопес и Хосе Павон назвали род Malesherbia в честь известного французского философа и государственного деятеля Гийома-Кретьена де Мальзерба (1721—1794).

## Ботаническое описание
Большинство представителей рода — кустарники или полукустарники, достигающие 1,5 м в высоту, однако некоторые вырастают и до 2—3 м. Один или два вида — однолетние травянистые растения. Все части растений покрыты железистыми волосками, с неприятным запахом. Листья простые, реже дольчатые, расположенные очерёдно, сидячие или на коротких черешках. Цветки одиночные или собранные в кистевидные соцветия, простые, с 5 лепестками, чашелистиками и тычинками. Плоды — коробочки. Семена одиночные или многочисленные, яйцевидной формы, с мясистым эндоспермом.

## Распространение
Виды мальзербии произрастают исключительно в Южной Америке — от центрального Чили и Аргентины до центрального Перу.

## Таксономия
Род Мальзербия в настоящее время включён в подсемейство Malesherbioideae семейства Страстоцветные (Passifloraceae).

### Синонимы
- Gynopleura Cav., 1798

### Список видов
- Malesherbia angustisecta Harms, 1922
- Malesherbia ardens J.F.Macbr., 1927
- Malesherbia arequipensis Ricardi, 1961
- Malesherbia auristipulata Ricardi, 1965
- Malesherbia campanulata Ricardi, 1967
- Malesherbia corallina Muñoz-Schick & R.Pinto, 2003
- Malesherbia densiflora Phil., 1891
- Malesherbia deserticola Phil., 1860
- Malesherbia haemantha Harms, 1922
- Malesherbia lactea Phil., 1860
- Malesherbia lanceolata Ricardi, 1967
- Malesherbia linearifolia (Cav.) Pers., 1805 — Мальзербия линейнолистная
- Malesherbia multiflora Ricardi, 1967 — Мальзербия многоцветковая
- Malesherbia paniculata D.Don, 1827
- Malesherbia rugosa Gay, 1847
- Malesherbia scarlatiflora Gilg, 1913
- Malesherbia splendens Ricardi, 1965
- Malesherbia tenuifolia D.Don, 1832 — Мальзербия тонколистная
- Malesherbia tocopillana Ricardi, 1967
- Malesherbia tubulosa (Cav.) J.St.-Hil., 1805
- Malesherbia weberbaueri Gilg, 1913